# エド・オロス
エド・オロス（Ed O'Ross,  1949年7月5日 - ）は、アメリカ合衆国の俳優、声優である。

## 来歴
1949年、ペンシルバニア州ピッツバーグ生まれ。家はチェコ系の家庭だった。地元の高校を卒業後、ポイント・パーク大学へ進学。ちなみに俳優として活動する前はアマチュアのボクサーとバスケットボールのマイナーリーグ選手として活躍した経験もある。その後はニューヨークでステラ・アドラーとウタ・ハーゲンに師事して演技を学び、1976年に『ザ・リボルバー/怒りの38口径』で役者デビューを果たす。特徴的な見た目から悪役を演じることが多く、またチェコ系であるがロシア系のキャラクターを演じることも多い。
現在ではテレビドラマから映画まで幅広く活躍する俳優として認知され、スタンリー・キューブリック監督の『フルメタル・ジャケット』やメル・ギブソン主演の『リーサル・ウェポン』などから、カイル・マクラクラン主演の『ヒドゥン』などのSF映画などまで様々なジャンルの映画へ出演するバイプレーヤーである。

## 出演作品

### 映画
- ザ・リボルバー/怒りの38口径 One Down, Two to Go (1976)
- Dear Mr. Wonderful (1982)
- パッショネイト 悪の華 The Pope of Greenwich Village (1984)
- コットンクラブ The Cotton Club (1984)
- ジェニファーの恋愛同盟 Seven Minutes in Heaven (1985)
- Stingray (1986) ※テレビ映画
- キーウェストの黄金 Dreams of Gold: The Mel Fisher Story (1986) ※テレビ映画
- リーサル・ウェポン Lethal Weapon (1987)
- フルメタル・ジャケット Full Metal Jacket (1987)
- ギャングランド/カポネが最も恐れた男 The Verne Miller Story (1987)
- ヒドゥン The Hidden (1987)
- アクション・ジャクソン/大都会最前線 Action Jackson (1988)
- レッドブル Red Heat (1988)
- Glory Days (1988) ※テレビ映画
- 007便・応答せよ!/旅客機撃墜事件 Tailspin: Behind the Korean Airliner Tragedy (1989)
- 48時間PART2/帰って来たふたり Another 48 Hrs. (1990)
- ディック・トレイシー Dick Tracy (1990)
- ユニバーサル・ソルジャー Universal Soldier (1992)
- Play Nice (1992)
- ミッドナイト・ラン1/にくめない詐欺師 Another Midnight Run (1994) ※テレビ映画
- ミッドナイト・ラン2/好かれる逃亡者 Midnight Runaround (1994) ※テレビ映画
- The Power Within (1995)
- Navajo Blues (1996)
- ブラックホール Dark Planet (1997)
- 奴らに深き眠りを Hoodlum (1997)
- エグゼクティブ・エクスプレス/プリズンブレイク Evasive Action (1998)
- Y2K (1999)
- エネミー・アクション Enemy Action (1999)
- レイジングプラン Spanish Judges (2000)
- The Last Producer (2000)
- マインドストーム Mindstorm (2001)
- Getting Out (2001)
- The Gray in Between (2002)
- Mystery Woman: Redemption (2006)
- デルタ・フォース 俺たちスーパーソルジャー! Delta Farce (2007)
- ノーバディ Nobody (2007)
- The Unknown Trilogy (2008)
- The Harsh Life of Veronica Lambert (2009)
- A Green Story (2012)
- Mirror Image (2012)
- ソロリティ・パーティ・マサカー Sorority Party Massacre (2012)
- Alcatraz Prison Escape: Deathbed Confession (2012)

### アニメ映画
- おさるのジョージ Curious George (2006)
- おさるのジョージ2/ゆかいな大冒険! Curious George 2: Follow That Monkey! (2009)

### テレビドラマ
- Ryan's Hope (1979)
- The Edge of Night (1980)
- アズ・ザ・ワールド・ターンズ As the World Turns (1982)
- こちらブルームーン探偵社 Moonlighting (1985)
- スケアクロウとキング夫人 Scarecrow and Mrs. King (1986)
- High Mountain Rangers (1987)
- アウターサイダー The Outsiders (1990)
- 天才少年ドギー・ハウザー Doogie Howser, M.D. (1992)
- ジェシカおばさんの事件簿 Murder, She Wrote (1993)
- 炎のテキサス・レンジャー Walker, Texas Ranger (1995)
- となりのサインフェルド Seinfeld (1995, 1998)
- フリッパー Flipper (1996)
- キンドレッド/狼の血族 Kindred: The Embraced (1996)
- 刑事ナッシュ・ブリッジス Nash Bridges (1997)
- そりゃないぜ!? フレイジャー Frasier (1997)
- Night Man (1998)
- Beyond Belief: Fact or Fiction (1998)
- シカゴ・ホープ Chicago Hope (1998)
- Now and Again (1999)
- Grosse Pointe (2001)
- シックス・フィート・アンダー Six Feet Under (2001 - 2005)
- スタートレック:エンタープライズ Enterprise (2003)
- ダナ&ルー リッテンハウス女性クリニック Strong Medicine (2003)
- The Handler (2003)
- NYPDブルー NYPD Blue (2004)
- ボストン・リーガル Boston Legal (2004)
- CSI:ニューヨーク CSI: NY (2005)
- ラリーのミッドライフ★クライシス Curb Your Enthusiasm (2005)
- SHARK カリスマ敏腕検察官 Shark (2007)
- クローザー The Closer (2009)
- ユナイテッド・ステイツ・オブ・タラ United States of Tara (2010)
- NCIS 〜ネイビー犯罪捜査班 NCIS: Naval Criminal Investigative Service (2011)
- Fallout: Red Star (2013)

### テレビアニメ
- メン・イン・ブラック・アニメーション・シリーズ Men in Black: The Series (1997 - 1998)
- ジャスティス・リーグ Justice League (2004, 2005)
- ティーン・タイタンズ Teen Titans (2005)

### ビデオゲーム
- グローランサーV Growlanser: Heritage of War (2006)
- ゴーストリコン アドバンスウォーファイター2 Tom Clancy's Ghost Recon: Advanced Warfighter 2 (2007)
- アーミー オブ ツー Army of Two (2008)
- ターミネーター4 Terminator Salvation (2009)
- トランスフォーマー サイバトロン戦争 Transformers: War for Cybertron (2010)

## 参照
1. ↑  http://old.post-gazette.com/tv/20010807tvnote0807p3.asp
2. 1 2 3  “Ed O'Ross Biography”. 2014年8月15日閲覧。